# 中华人民共和国长江保护法
中华人民共和国长江保护法，是中华人民共和国为保护长江而设立的一部法律，于2021年3月1日起施行。2021年11月25日，中华人民共和国最高人民法院发布《最高人民法院贯彻实施〈长江保护法〉工作推进会会议纪要》。